# 大島富士子
大島 富士子（おおしま ふじこ、1957年1月29日 - 2016年4月11日）は、日本のソプラノ歌手。

## プロフィール
1957年、兵庫県神戸市生まれ。 3歳より桐朋学園子供のための音楽教室で学ぶ。
恵泉女学園高等部を経て、1977年 フェリス女学院短期大学音楽科の声楽を卒業後、ウィーン国立音楽大学声楽科とピアノ室内楽科に入学。1981年、同大学を卒業。
声楽を江口元子、エドウィン･サモジー、ウェイン･グリフィッツ、ツェーガー･ファンダステーネ、ピアノをハンス･カーン、ノーマン･シェトラー等、リートをインゴマー･ライナー、ツェーガー･ファンダステーネおよびダルトン・ボールドウィンに師事。
卒業後は数多くのリーダーアーベントをヨーロッパと日本を中心に開催。1995年から5年間、ホセ･ヴァスケスの率いる「オルフェオン･コンソート」のソプラノ歌手としてバロック音楽のレパートリーを広げ、イタリアやオーストリアで演奏活動をする。チェンバロおよびオルガン奏者のインゴマー･ライナーと共にリーダーアーベントを開催、1990年のシューベルト生誕200年記念コンサートとしてウィーンより日本へハンマークラヴィアを持ち込み、シューベルトによるプログラムで演奏旅行をした。ボンのベートーヴェン祭、リンツのブルックナー祭、ウィーンのイースタークラング祭、イタリアのオーロラ祭やアゾロのイースター祭などに出演。
2009年、ウィーン在住33年後日本へ帰国。同年、シューベルトの歌曲だけで一晩のプログラムを歌い、ボールドウィンより「シューベルト歌手」として認められ、以降 ボールドウィンは伴奏者として大島を支える存在となる。2013年、2度目のシューベルト歌曲の夕べをボールドウィンと開催する。また、オーストリアでは国家公認日本語裁判通訳･翻訳者として、さらには会議通訳者としてヨーロッパ各地で活動した。2014年7月オーストリア･ブルゲンランド州々都自由都市アイゼンシュタット市よりヨーゼフ･ハイドン記念名誉銀メダルを授与される。

## 著書
- 「正しい楽譜の読み方―バッハからシューベルトまで」現代ギター社、2009年9月[5]